# جائزة النمسا الكبرى 1981
جائزة النمسا الكبرى 1981 هو سباق فورمولا 1 أقيم بتاريخ 16 أغسطس 1981 في ستيفن سبيلبرغ، شتايرمارك، النمسا. كان الحادي عشر من أصل 14 في بطولة العالم لسباقات الفورمولا واحد موسم 1981. حلّ الفرنسي جاك لافيت أولا بينما جاء الفرنسي رينيه أرنو في المركز الثاني وحصل على المركز الثالث البرازيلي نيلسون بيكيه.